# Gråbröstad dvärgrall
Gråbröstad dvärgrall (Laterallus exilis) är en fågel i familjen rallar inom ordningen tran- och rallfåglar.

## Utseende och läte
Gråbröstad dvärgrall är en mycket liten rall. Karakteristiskt är den limegröna näbben och röda ögat som sticker ut i det gråfärgade ansiktet. Den skiljer från i övrigt lika arten svart dvärgrall genom gulaktiga ben och ofläckad ovansida. Sången är distinkt pipig och grodlik. Dess drillande läte är torrare än motsvarande hos koppardvärgrallen.

## Utbredning och systematik
Fågeln förekommer från Guatemala och Belize söderut till norra Bolivia, Amazonområdet och östra Brasilien.
Den behandlas som monotypisk, det vill säga att den inte delas in i några underarter.

### Släktskap
Genetiska studier visar att gråbröstad dvärgrall är systerart till en grupp med dvärgrallar bestående av vitstrupig dvärgrall (Laterallus exilis), koppardvärgrall (L. ruber) samt artparet rödsidig dvärgrall (L. melanophaius) och rostsidig dvärgrall (L. levraudi).

## Levnadssätt
Gråbröstad dvärgrall förekommer i fuktiga gräsrika fält, buskrika betesmarker och rena våtmarker. Den är mycket svår att få syn på och hörs mycket oftare än den ses.

## Status och hot
Arten har ett stort utbredningsområde, men tros minska i antal, dock inte tillräckligt kraftigt för att den ska betraktas som hotad. Internationella naturvårdsunionen IUCN listar arten som livskraftig (LC). Beståndet uppskattas till i storleksordningen en halv miljon till fem miljoner vuxna individer.